# Friedrich von Wißmann
Friedrich Wilhelm Philipp Julius von Wißmann (* 23. Januar 1828 in Potsdam; † 12. Januar 1909 in Brotzen) war ein preußischer General der Infanterie.

## Leben

### Herkunft
Friedrich war Angehöriger des Adelsgeschlechts von Wißmann. Seine Eltern waren der Regierungspräsident von Bromberg Friedrich Christian Ferdinand von Wißmann (1787–1841) und dessen Ehefrau Wilhelmine, geborene Noeldechen (1787–1865).

### Militärkarriere
Wißmann besuchte das Maria-Magdalenen-Gymnasium und studierte anschließend an der Universität Breslau Rechtswissenschaften. Am 1. Oktober 1848 trat er als Einjährig-Freiwilliger in das 6. Jäger-Bataillon der Preußischen Armee ein. Während dieser Zeit entschied sich Wißmann, eine aktive Offizierslaufbahn einzuschlagen und wurde daraufhin am 1. April 1849 in das 22. Infanterie-Regiment versetzt. Dort wurde er zum Portepeefähnrich befördert und nahm im selben Jahr mit seinem Regiment an der Niederschlagung von revolutionären Unruhen in Breslau teil. Mitte April 1850 avancierte Wißmann zum Sekondeleutnant und absolvierte von Oktober 1853 bis Juni 1856 die Allgemeine Kriegsschule. Nach anschließendem kurzzeitigen Truppendienst kommandierte man ihn vom 1. November 1856 bis zum 1. Mai 1858 als Lehrer zum Kadettenhaus nach Berlin. In dieser Eigenschaft wurde Wißmann am 25. Oktober 1857 Premierleutnant. Nach weiteren Kommandierungen zur Topographischen Abteilung des Großen Generalstabs und zum Garde-Artillerie-Regiment war er als Hauptmann kurzzeitig Führer der 10. Kompanie im Infanterie-Regiment Nr. 22. Am 15. Juli 1860 folgte seine Versetzung in das Kaiser-Franz-Garde-Grenadier-Regiment und am 12. Dezember 1860 die Ernennung zum Kompaniechef. Mit seiner Kompanie kämpfte Wißmann 1866 während des Krieges gegen Österreich bei Soor sowie in der Schlacht bei Königgrätz und wurde für sein Verhalten mit dem Roten Adlerorden IV. Klasse mit Schwertern ausgezeichnet.
Am 18. Juni 1869 stieg Wißmann zum Major auf und fungierte anlässlich des mobilen Verhältnisses im Krieg gegen Frankreich vom 19. Juli 1870 bis zum 22. März 1871 als Kommandeur des I. Bataillons im 2. Garde-Grenadier-Landwehrregiment. In dieser Eigenschaft nahm er an den Belagerungen von Straßburg und Paris sowie an den Kämpfen am Mont Valérien und Cloyes teil. Für seine Leistungen erhielt Wißmann das Eiserne Kreuz II. Klasse.
Nach dem Friedensschluss folgte am 2. September 1871 seine Ernennung zum Kommandeur des I. Bataillons im Kaiser Franz Garde-Grenadier-Regiment Nr. 2. Als Kommandeur des Füsilier-Bataillons wurde Wißmann am 4. März 1873 in das Königin Augusta Garde-Grenadier-Regiment Nr. 4 nach Koblenz versetzt und dort am 19. September 1874 zum Oberstleutnant sowie am 22. März 1877 zum Oberst befördert. Daran schloss sich ab 14. Juli 1877 eine Verwendung als Kommandeur des 2. Garde-Regiments zu Fuß an. Unter Stellung à la suite dieses Regiments beauftragte man Wißmann am 15. Mai 1883 mit der Führung der 3. Garde-Infanterie-Brigade. Mit seiner Beförderung zum Generalmajor wurde er am 3. August 1883 Kommandeur dieses Großverbandes. Im Herbst 1886 nahm Wißmann als Beobachter an den schwedischen Herbstmanövern teil. Am 18. Januar 1887 wurde er zum Kommandeur der 1. Garde-Infanterie-Brigade ernannt und außerdem mit der Wahrnehmung der Geschäfte als Kommandant von Potsdam beauftragt. Ein halbes Jahr später kommandierte man ihn zur Vertretung des Kommandeurs der Großherzoglich Hessischen (25.) Division nach Darmstadt. Am 1. September 1887 wurde Wißmann mit deren Führung beauftragt und am 15. November 1887 mit seiner Beförderung zum Generalleutnant zum Kommandeur der Division ernannt. Wilhelm II. würdigte seine Leistungen am 18. Januar 1889 durch die Verleihung des Sterns zum Roten Adlerorden II. Klasse mit Eichenlaub. Von Großherzog Ludwig IV. wurde Wißmann am 7. Dezember 1889 mit dem Großkreuz des Großherzoglich Hessischen Philipps-Ordens beliehen. Anlässlich des Neujahresempfangs beim Kaiser vertrat er am 1. Januar 1890 den erkrankten Kommandierenden General des XI. Armee-Korps Wilhelm von Grolmann.
Obwohl für die Stellung als Kommandierender General geeignet, wurde Wißmann aufgrund des Überschreitens der Altersgrenze am 15. März 1890 unter Verleihung des Charakters als General der Infanterie mit der gesetzlichen Pension zur Disposition gestellt. In nachmaliger Würdigung seiner Verdienste verlieh ihm Wilhelm II. am 18. Januar 1891 den Kronenorden I. Klasse.
Seinen Lebensabend verbrachte Wißmann auf seinem im Kreis Deutsch Krone gelegenen Besitz Brotzen, wo er am 12. Januar 1909 verstarb.

### Familie
Wißmann heiratete am 16. Juli 1859 in Berlin Klara von Griesheim (1838–1860). Nach ihrem Tod heiratete er am 11. September 1861 in Berlin deren Schwester, Hedwig von Griesheim (1832–1908). Aus den Ehen gingen folgende Kinder hervor:
- Gustav Ferdinand Axel (* 1860), preußischer Hauptmann ⚭ 25. September 1890 Ursula von Goerne
- Gustav Ferdinand Eberhard (1863–1878)
- Gustav Ferdinand Wolfgang (1864–1945), preußischer Oberst und Kommandeur des Infanterie-Regiments „Graf Schwerin“ (3. Pommersches) Nr. 14 im Ersten Weltkrieg
- Gustav Ferdinand Viktor (1865–1910), deutscher Oberleutnant in der Schutztruppe für Deutsch-Ostafrika[1]
- Elisabeth Wilhelmine Klara (1868–1879)